# حسین محمدیان
حسین محمدیان یک روحانی ایرانی و مدیرکل پیشین آرشیو و کتابخانه‌های سازمان صدا و سیما است. وی سابقه ریاست مرکز سیمای استان‌ها، مدیرکلی صدا و سیمای مرکز قزوین و مدیرعاملی انتشارات سروش را نیز دارا است.

در اردیبهشت ۱۳۹۵، طی نامه‌نگاری‌هایی که بین رئیس شبکه مستند سیما و عزت‌الله ضرغامی رئیس پیشین صدا و سیما انجام شد، نام وی به عنوان متهم اصلی فروش بخشی از آرشیو تلویزیون دولتی ایران به شبکه تلویزیونی من و تو مطرح شد. در آن نامه ادعا شده که ضرغامی مانع دستگیری وی شده است.
اما در ۹ بهمن ماه ۱۴۰۲ کیوان عباسی مدیر شبکه منوتو در برنامه در جستجوی یک رویا فاش کرد: زمانی که شبکه مستند صدا و سیما در ایران راه اندازی شد به برخی از مستند سازان اجازه دسترسی به آرشیو صدا و سیما را داده بودند تا با فیلم های قدیمی مستند بسازند. افرادی با ما تماس گرفتند و پیشنهاد دادند که در قبال پرداخت مبلغی فیلم ها را در اختیار ما قرار دهند و ما هم فیلم ها را خریدیم و با آن ها مستند های تاریخی ساختیم. پیش‌تر و در سال ۱۳۹۳ نیز سپاه پاسداران اعلام کرده بود که فیلم‌های استفاده شده در مستند انقلاب ۵۷ که از شبکه من و تو پخش‌شده، در اختیار نهادهای اطلاعاتی بوده است.